# Tudu
Tudu je městečko v estonském kraji Lääne-Virumaa, samosprávně patřící do obce Vinni.

## Další fotografie

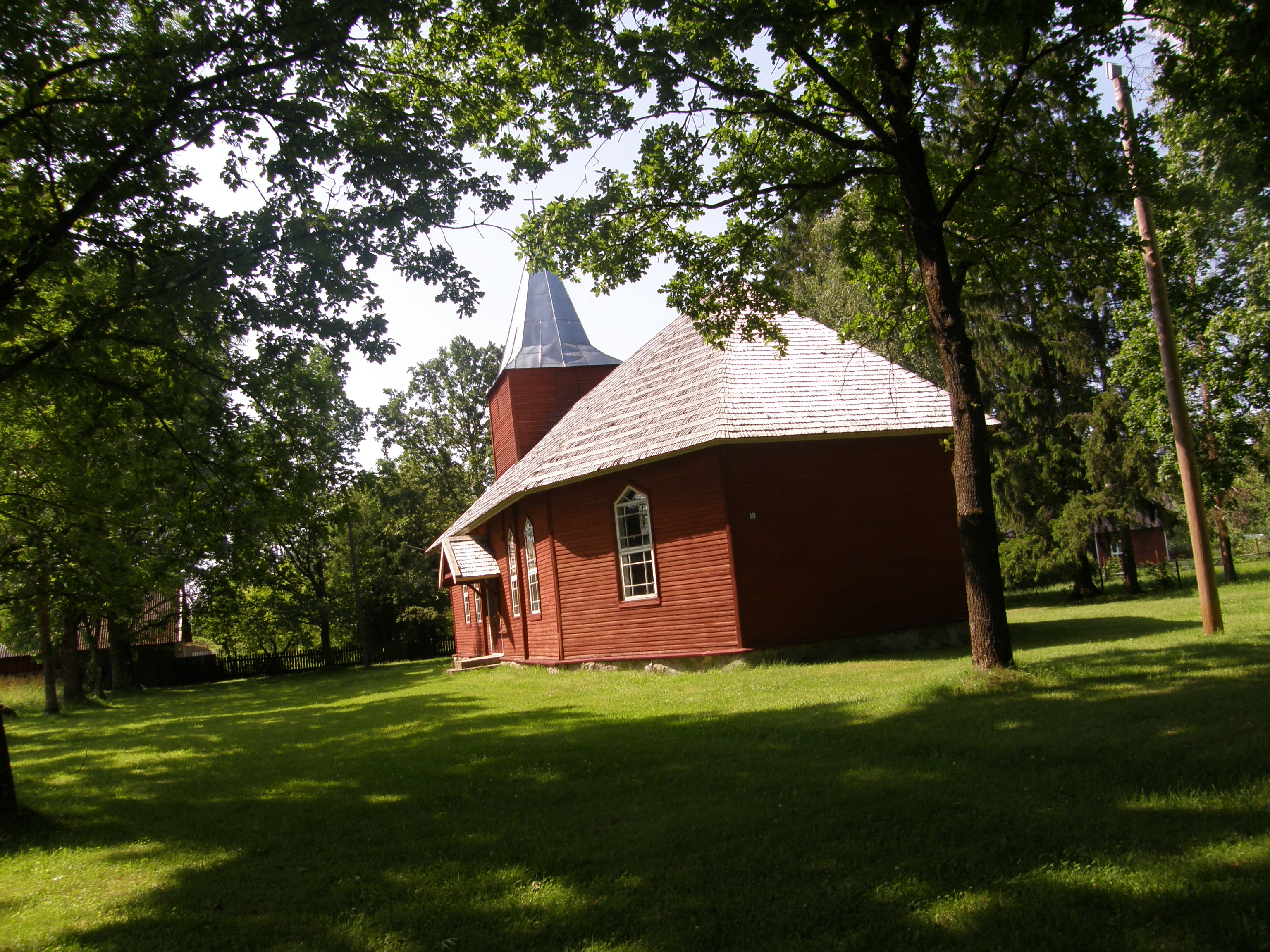
Filiální evangelický kostel v Tudu